# Liste de prêtres de rue
Cette liste recense les prêtres considérés comme prêtres de rue. 

## Liste de prêtres de rue

### Amérique du Sud
- don Gonzalo Aemilius, Uruguay[1],[2]
- père Rubén Isidro Alonso (Padre Cacho), Uruguay[3]
- Mgr Hélder Câmara, évêque
- don Júlio Lancellotti (pt)[4]
- père Alfredo Souza Dorea[5]

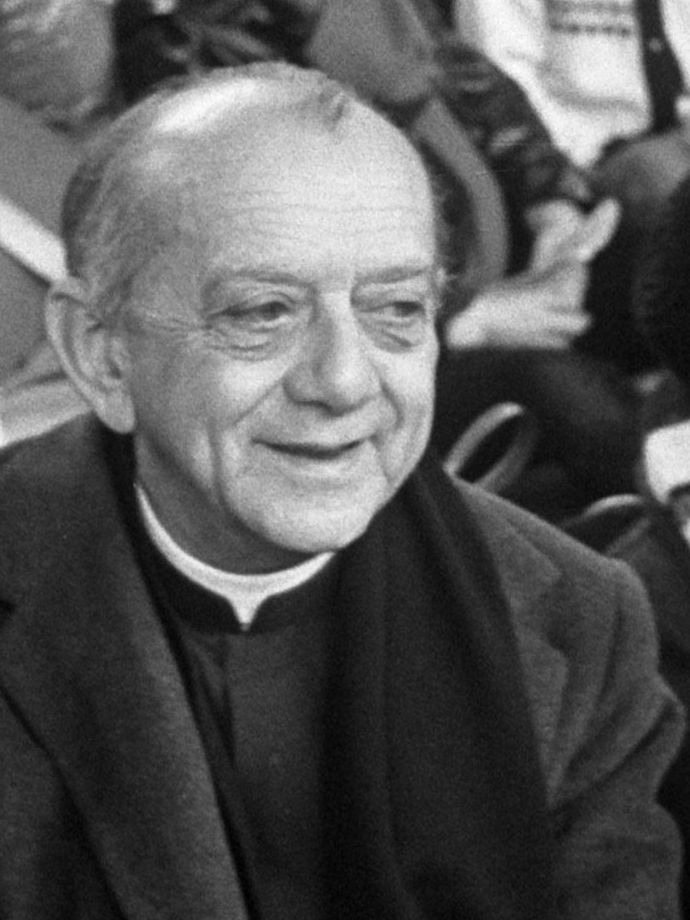
Mgr Hélder Câmara

### Amérique du Nord
- Fr. Lorenzo (Larry) Rosebaugh[6]
- Abbé Robert Legault[7]

### Allemagne
- Franz Meurer[8],[9]

### France
- Abbé Pierre (1912 – 2007)
- Père Guy Gilbert (n. 1935)
- Fr. Pedro Meca (1935-2015)[10]
- Père Jean Tessier[11],[12]
- Père Jean-Philippe Chauveau[13],[14],[15]
- Abbé Fabrice Loiseau[16]
- Père Arthur Hervet
- Père Axel Weil[17],[18],[14],[15]

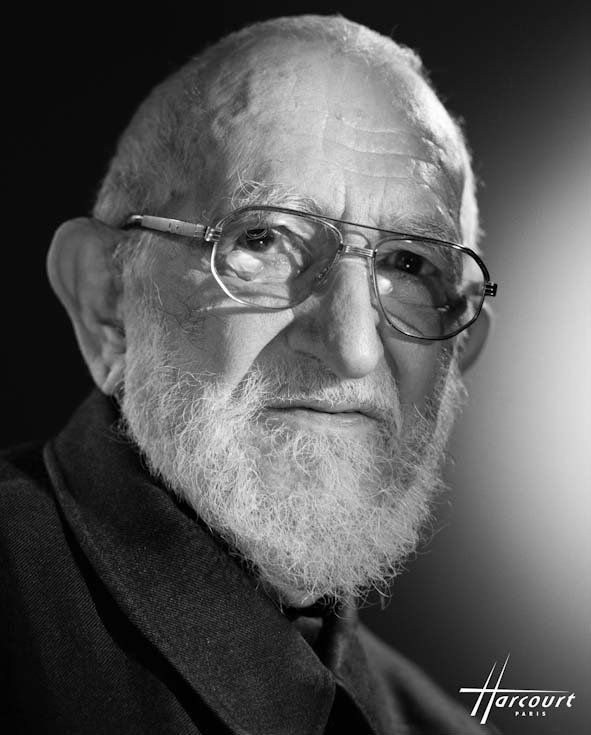
L'abbé Pierre
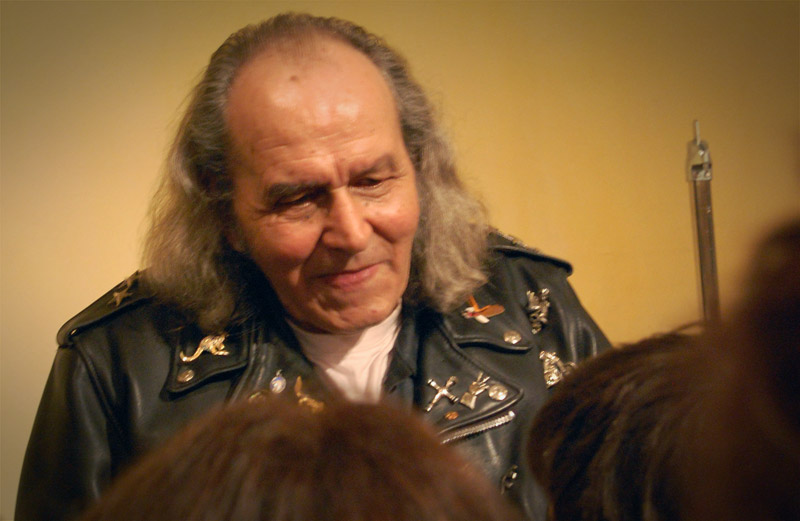
Le père Guy Gilbert
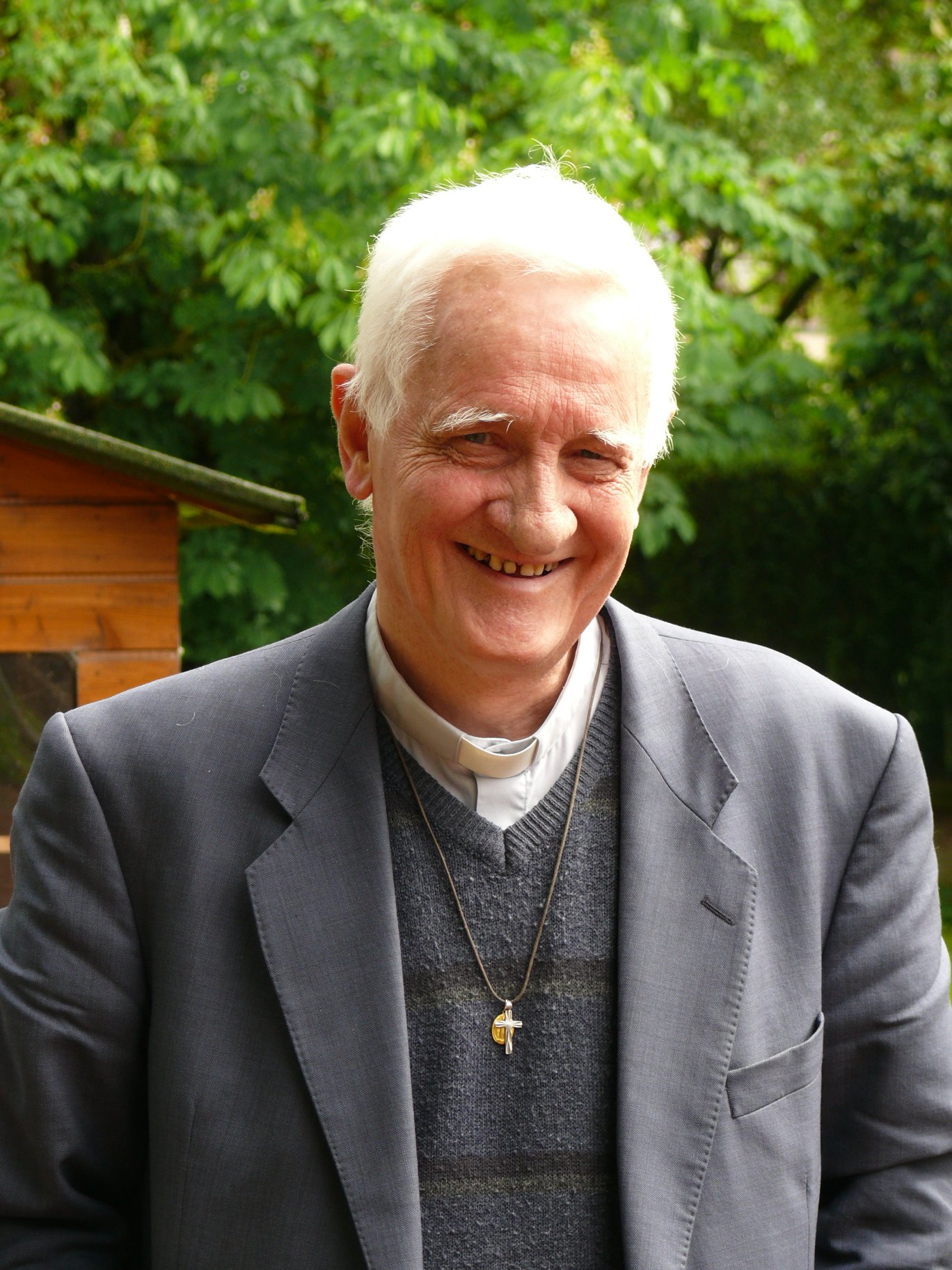
Le père Arthur Hervet

### Italie

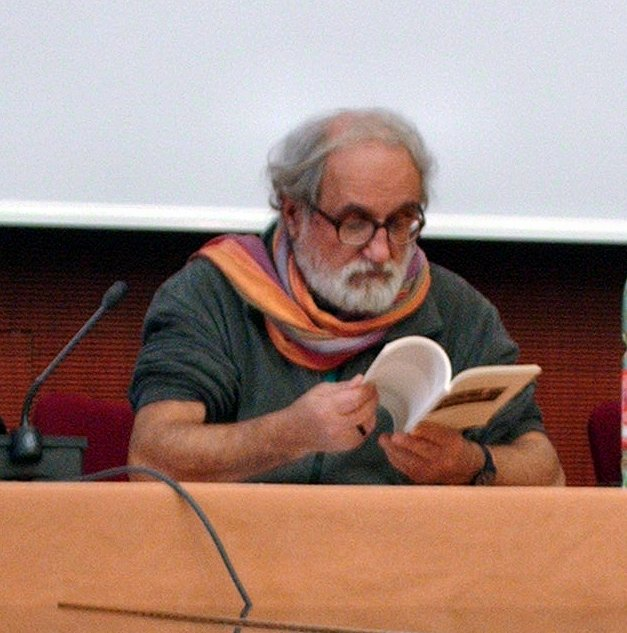
Le père Alex Zanotelli
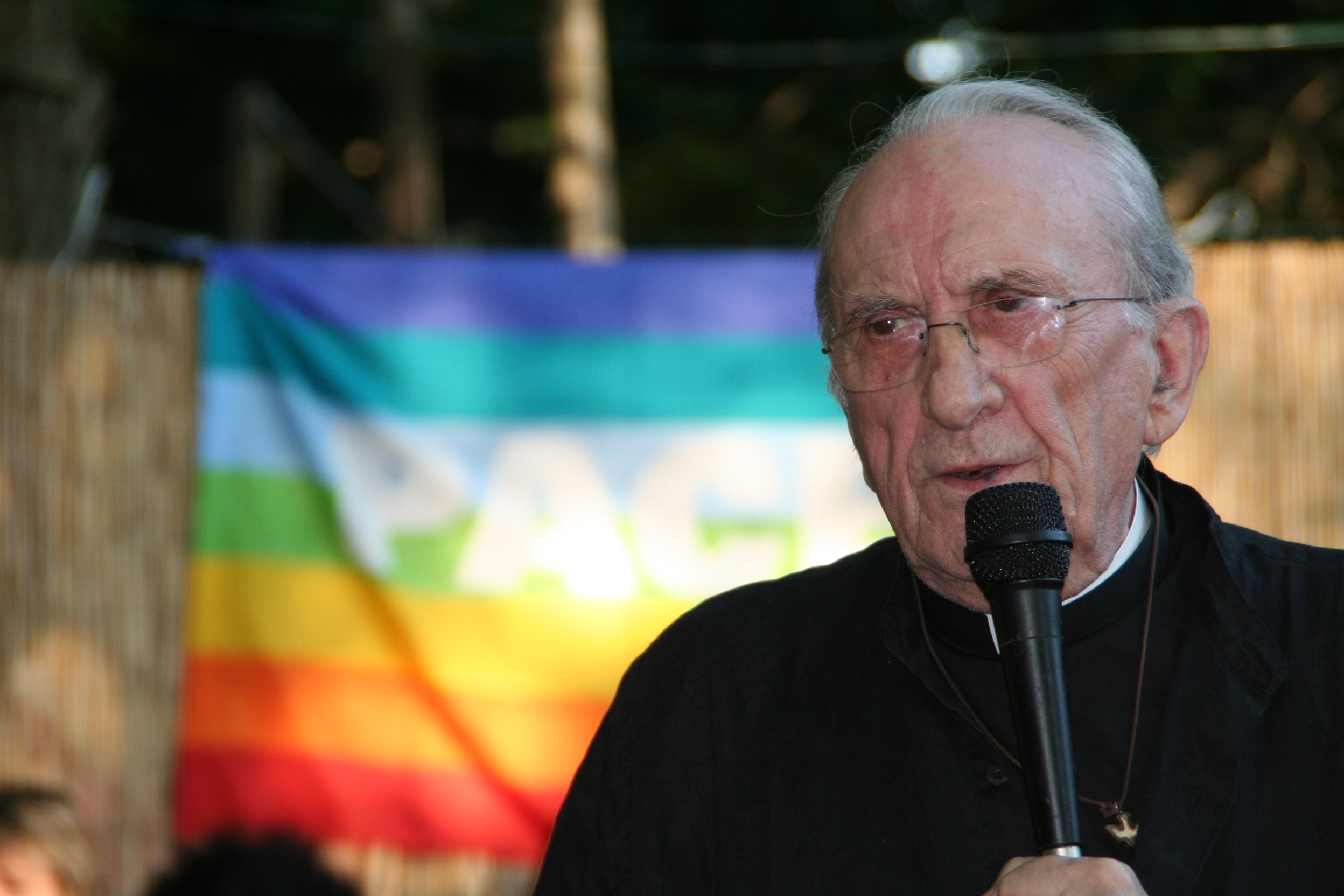
Don Andrea Gallo
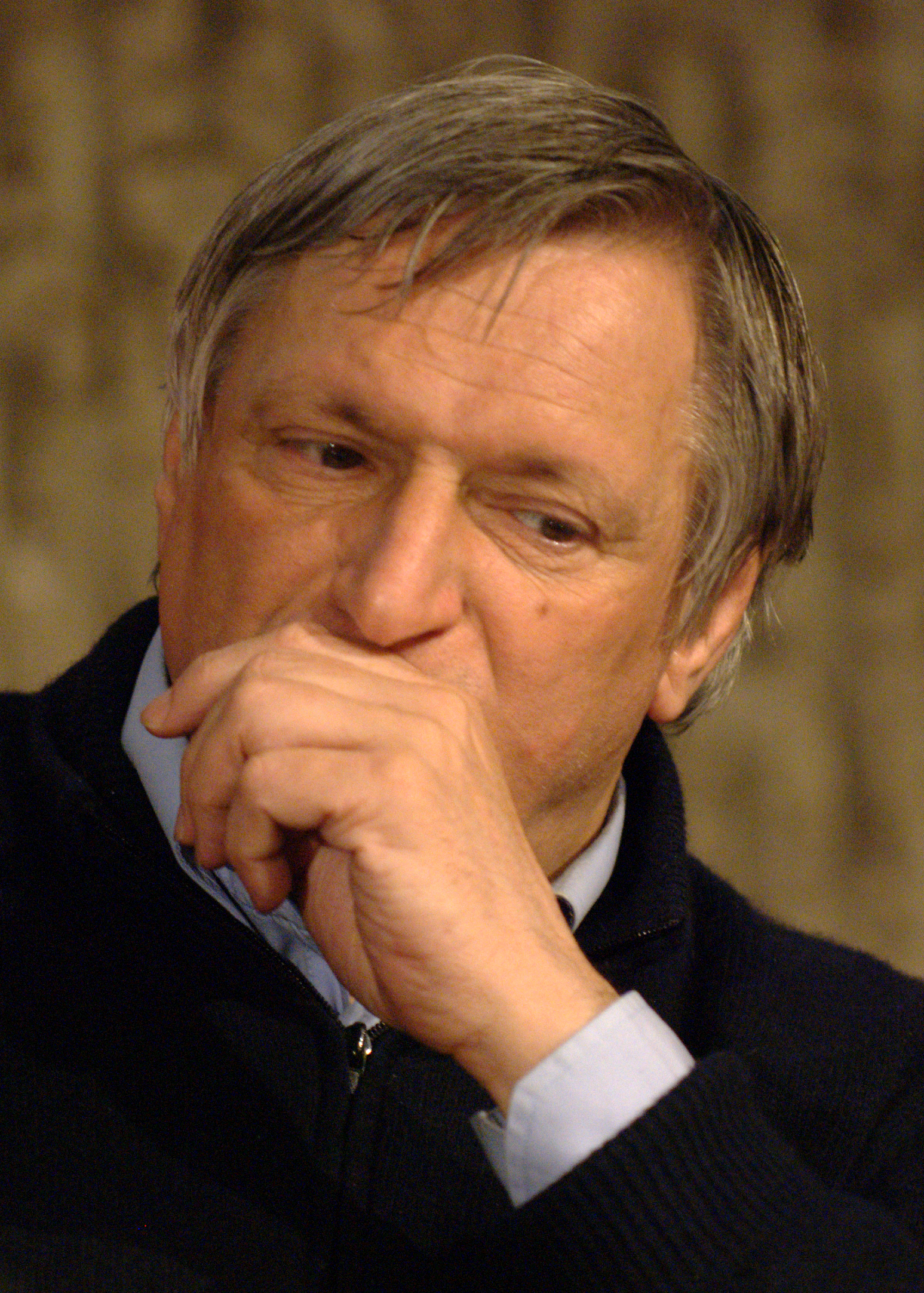
Don Luigi Ciotti
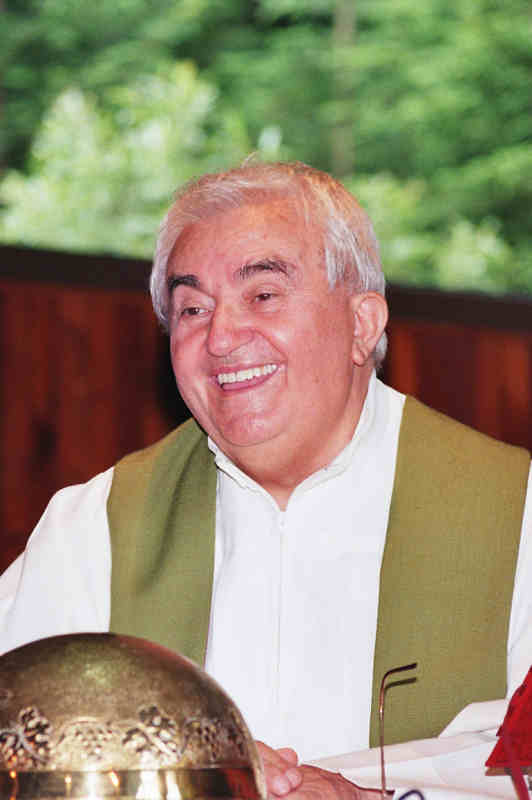
Don Oreste Benzi

### République démocratique du Congo
- Jean-Baptiste Malenge Kalunzu

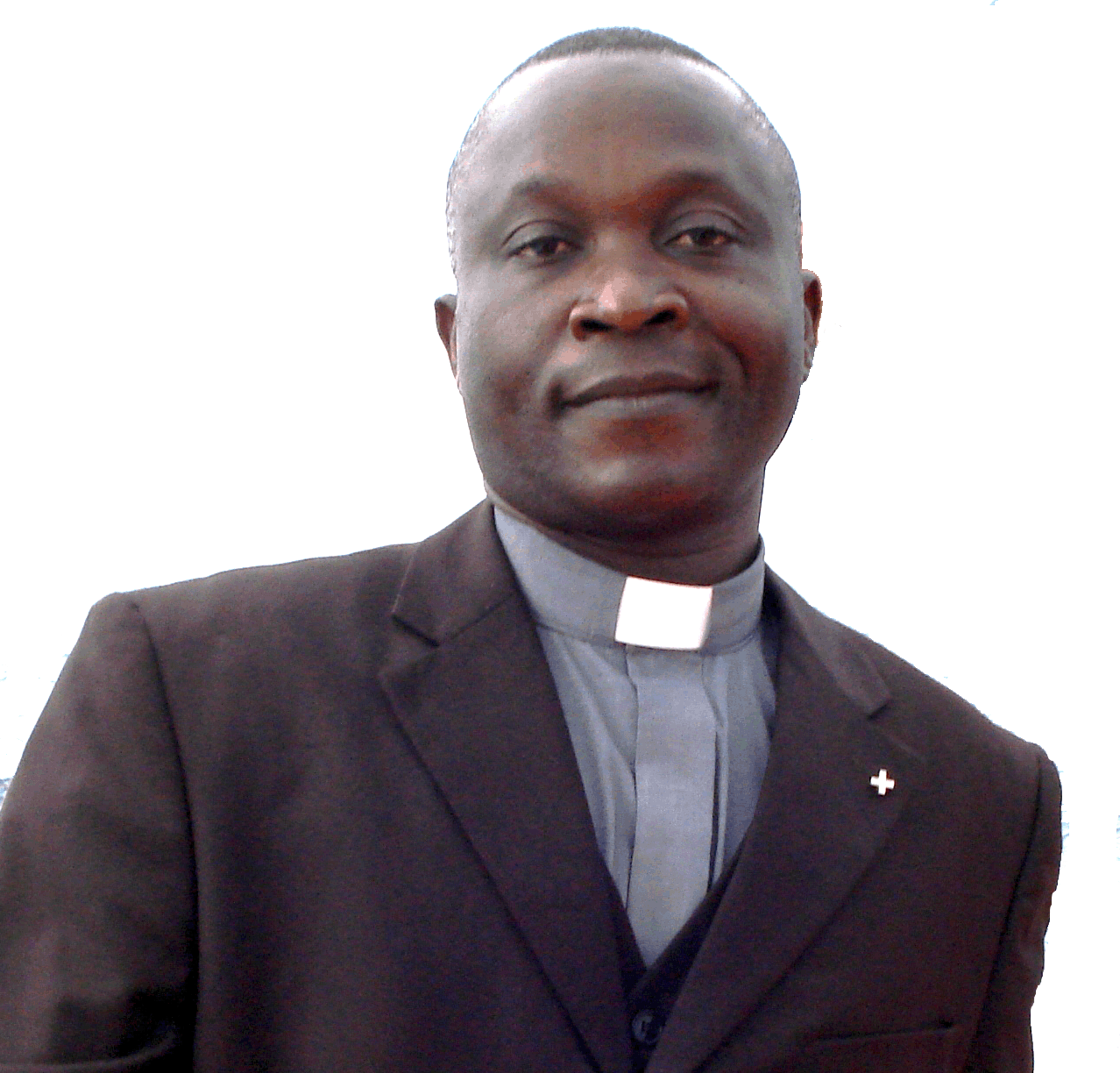
Le père Jean-Baptiste Malenge Kalunzu